# ゴレンシュタイン環
可換環論において、Gorenstein 局所環 (Gorenstein local ring) はネーター可換局所環 R であって、R-加群として有限の移入次元をもつものである。同値な条件がたくさんあり、そのうちのいくつかは以下にリストされるが、多くはある種の双対の条件を扱う。
Gorenstein 環は Grothendieck によって導入され、彼が名前を付けたが、その理由は Gorenstein (1952) によって研究された特異平面曲線の双対の性質との関係である（Gorenstein は Gorenstein 環の定義を理解していないと主張することを好んだ）。0次元のケースは Macaulay (1934) によって研究されていた。Serre (1961) と Bass (1963) は Gorenstein 環の概念を公表した。
0次元 Gorenstein 環の非可換環における類似はフロベニウス環と呼ばれる。
ネーター局所環については次の包含関係が成り立つ。
強鎖状環 ⊃ コーエン・マコーレー環 ⊃ ゴレンシュタイン環 ⊃ 完全交叉環 ⊃ 正則局所環

## 定義
Gorenstein 環 は可換環であって素イデアルにおける各局所化が Gorenstein 局所環であるようなものである。Gorenstein 環の概念はより一般的なコーエン・マコーレー環の特別な場合である。
古典的な定義は：
局所コーエン・マコーレー環 R は既約イデアルを生成する極大イデアルにおいて極大R-正則列が存在するときに Gorenstein と呼ばれる。
クルル次元 n のネーター可換局所環 {\displaystyle (R,m,k)} に対して、以下は同値である。
- {\displaystyle R} は {\displaystyle R}-加群として移入次元が有限である。
- {\displaystyle R} は {\displaystyle R}-加群として移入次元が {\displaystyle n} である。
- {\displaystyle i\neq n} に対して {\displaystyle \operatorname {Ext} _{R}^{i}(k,R)=0} であり {\displaystyle \operatorname {Ext} _{R}^{n}(k,R)} は {\displaystyle k} と同型。
- ある {\displaystyle i>n} に対して {\displaystyle \operatorname {Ext} _{R}^{i}(k,R)=0}
- すべての {\displaystyle i<n} に対して {\displaystyle \operatorname {Ext} _{R}^{i}(k,R)=0} であり {\displaystyle \operatorname {Ext} _{R}^{n}(k,R)} は {\displaystyle k} と同型。
- {\displaystyle R} は {\displaystyle n}-次元 Gorenstein 環。

（可換とは限らない）環 R は左 R-加群としても右 R-加群としても R の入射次元が有限なときに Gorenstein と呼ばれる。R が局所環であれば、R を局所 Gorenstein 環という。

## 例
- すべての局所完交環（英語版）、とくにすべての正則局所環は Gorenstein である。

- 環 k[x,y,z]/(x2, y2, xz, yz, z2–xy) は完交環でない0次元 Gorenstein 環である。

- 環 k[x,y]/(x2, y2, xy) は Gorenstein 環でない0次元 Cohen–Macaulay 環である。

## 性質
ネーター可換局所環が Gorenstein であることとその完備化が Gorenstein であることは同値である。
次数付き Gorenstein 環 R の 正準加群 は R を何次かずらしたものに同型である。